# Hollymount
Hollymount (irl.: Maolla) – wieś w hrabstwie Mayo w Irlandii położona przy drodze R331, pomiędzy miastami Ballinrobe and Claremorris.